# La Cañada (Santiago del Estero)
La Cañada is een plaats in het Argentijnse bestuurlijke gebied Figueroa in de provincie Santiago del Estero. De plaats telt 1.524 inwoners.